# Maison de la rue des Huit-Patriotes
La maison de la rue des Huit-Patriotes est située sur la commune de Paimpol en France.

## Localisation
La maison est située sur la commune de Paimpol dans le département des Côtes-d'Armor, dans la région Bretagne.

## Description
Cette maison garde encore ses étages et son rez-de-chaussée côté rue des Huit-Patriotes. Un balcon surmonte les entrées, des cadres tournent aux ouvertures. Les planchers sont accusés par des cordons et des chaînes bloquent le tout.

## Historique
La maison est inscrite partiellement au titre des monuments historiques par arrêté du 7 août 1964.

## Protection
Éléments protégés : les façades sur la rue des Huit-Patriotes et sur la place du Martray.

## Galerie

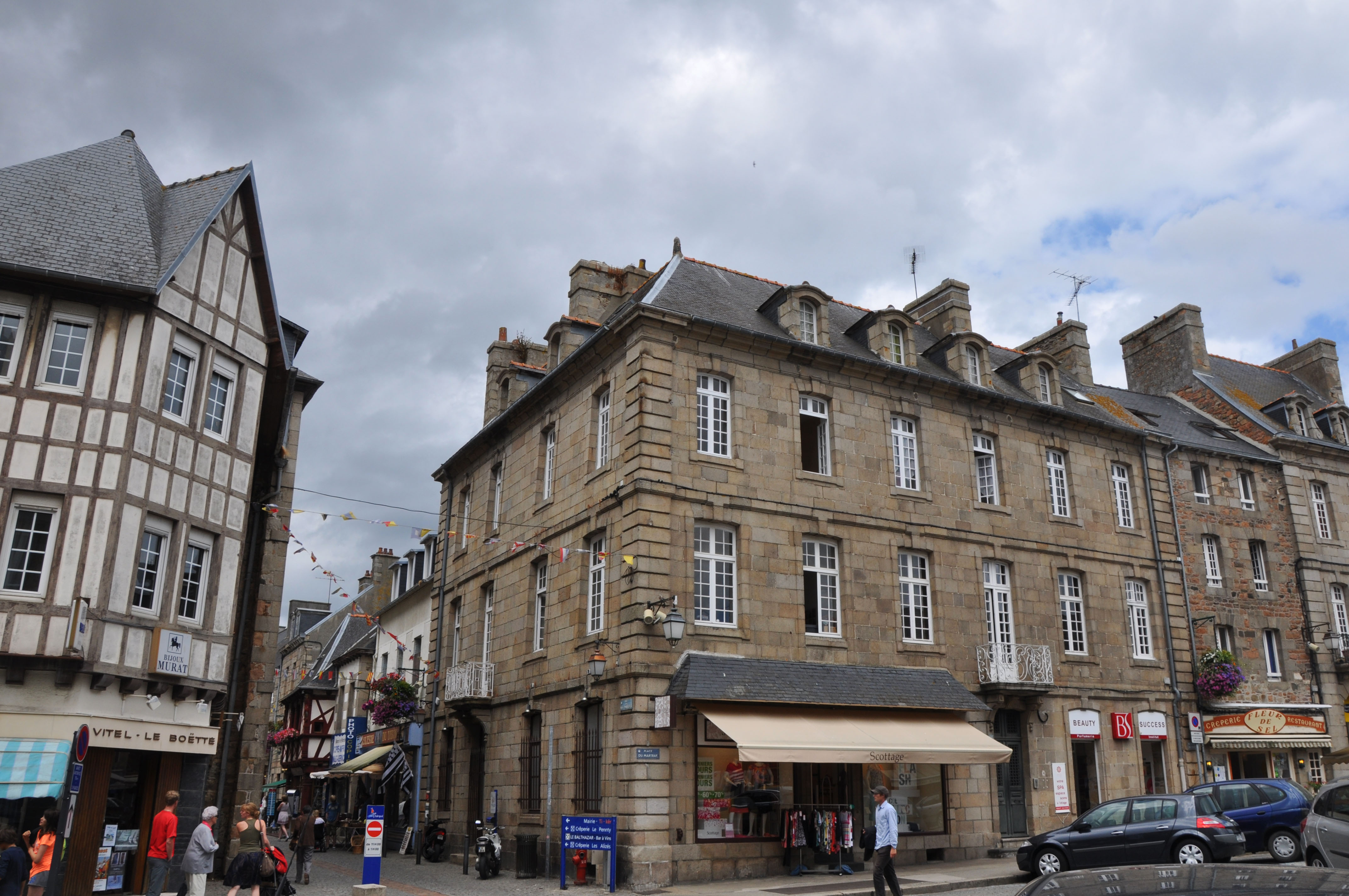